# Kedves öcsém, facsiga
A Kedves öcsém, facsiga (eredeti cím: My Blind Brother) 2016-ban bemutatott amerikai romantikus filmvígjáték-dráma, amelyet Sophie Goodhart írt és rendezett. A főbb szerepekben Adam Scott, Nick Kroll, Jenny Slate, Zoe Kazan és Charlie Hewson látható.
Az Amerikai Egyesült Államokban 2016. szeptember 23-án mutatták be a mozikban az Orion Pictures forgalmazásában.

## Cselekmény
Robbie, a sikeres vak férfi Billel, ép látású, de kevésbé sikeres testvérével verseng ugyanannak a lánynak a kegyeiért.

## Szereplők
| Szereplő     | Színész           | Magyar hang       |
| ------------ | ----------------- | ----------------- |
| Robbie       | Adam Scott        | Hevér Gábor       |
| Bill         | Nick Kroll        | Simon Kornél      |
| Rose         | Jenny Slate       | Szilágyi Csenge   |
| Francie      | Zoe Kazan         | Gáspár Kata       |
| GT           | Charlie Hewson    | Karácsonyi Zoltán |
| Jane         | Maryann Nagel     | Borbás Gabi       |
| Phil         | Greg Violand      | Rosta Sándor      |
| Micia        | Talia Tabin       | Bálizs Anett      |
| Clarese      | Heidi Lewandowski | Kis-Kovács Luca   |
| Polgármester | Bill Bradshaw     | Bartók László     |
| John         | Peter Aylward     | Cs. Németh Lajos  |
| Rita         | Jane Mowder       | Tóth Judit        |